# 川崎統括センター
川崎統括センター（かわさきとうかつセンター）は、東日本旅客鉄道（JR東日本）横浜支社の駅・運転士・車掌を所管する組織である。
2023年3月1日に川崎、鶴見、尻手、武蔵小杉、武蔵中原、武蔵溝ノ口、登戸の各駅、鶴見線営業所を統合して発足。2024年3月1日に川崎運輸区を更に統合する。

## 所管

### 駅
- 川崎駅 - 所長所在駅
- 鶴見駅
- 新川崎駅
- 尻手駅
- 矢向駅★
- 鹿島田駅★
- 平間駅★
- 向河原駅★
- 武蔵小杉駅
- 武蔵中原駅
- 武蔵新城駅★
- 武蔵溝ノ口駅
- 津田山駅★
- 久地駅★
- 宿河原駅★
- 登戸駅
- 中野島駅★
- 稲田堤駅★
- 川崎新町駅☆
- 小田栄駅☆
- 国道駅☆
- 鶴見小野駅☆
- 弁天橋駅☆
- 浅野駅☆
- 安善駅☆
- 武蔵白石駅☆
- 浜川崎駅☆
- 昭和駅☆
- 扇町駅☆
- 新芝浦駅☆
- 海芝浦駅☆
- 大川駅☆

★: JR東日本ステーションサービスに業務委託
☆: 無人駅

### 南武線乗務ユニット
- 乗務員所属。武蔵中原駅近傍の南武線オフィス内に設置（旧川崎運輸区）
- 担当線区（運転士）
  - 南武線：川崎駅 - 立川駅間
  - 鎌倉車両センター中原支所～国府津車両センター（回送列車のみ）

### 鶴見線乗務ユニット
- 乗務員所属。弁天橋駅近傍の鶴見線オフィス内設置（旧鶴見線営業所）
- 担当線区（運転士）
  - 鶴見線：全線
  - 南武線：尻手駅 - 武蔵中原駅間・尻手駅 - 浜川崎駅間

## 歴史
- 2023年3月1日 - 川崎統括センター（川崎、鶴見、尻手、武蔵小杉、武蔵中原、武蔵溝ノ口、登戸の各駅、鶴見線営業所の統合）が発足。鶴見線営業所を廃止する。
- 2024年3月1日 - 川崎統括センターに、川崎運輸区を更に統合する。川崎運輸区を廃止する。
- 2024年3月16日 - 鶴見線ワンマン化に伴い、鶴見線乗務ユニットの車掌行路を廃止する。
- 2025年3月15日 - 南武線ワンマン化に伴い、南武線乗務ユニットの車掌行路を廃止する。